# Hall-Scott
Hall-Scott Motor Car Company était une entreprise de fabrication américaine basée à Berkeley, en Californie. Avant la Première Guerre mondiale, c’était l’un des constructeurs les plus importants de moteurs d’avion refroidis par eau.

## Historique

### 1910 à 1921
La société a été fondée en 1910 par les Californiens Elbert J. Hall et Bert C. Scott pour fabriquer des automotrices à essence. Hall était mécanicien et constructeur de moteurs et Scott, diplômé de l’Université Stanford, était le dirigeant de l’entreprise. Ils ont produit en 1909 leur première automotrice, qu’ils ont vendu à Yreka Western Railroad. En 1910, une usine a été ouverte à Berkeley, en Californie, avec son siège social pour une courte période à San Francisco. La société a construit des automotrices électriques interurbaines pour des chemins de fer tels que le Sacramento Northern Railway électrifié, qui exploitait des trains d’Oakland à Sacramento et Chico. Le secteur des automotrices était restreint, mais certaines ont été vendues aussi loin qu’en Chine.
En 1910, Hall-Scott a également commencé à fabriquer des moteurs d’avion pour l’aviation commerciale et militaire. Ces moteurs possédaient un rapport poids/puissance remarquable pour l’époque, utilisant un arbre à cames en tête, des soupapes en tête, une chambre de combustion hémisphérique et une utilisation intensive de l’aluminium. Leurs différents types de moteurs partageaient des pièces et des dimensions communes, réduisant ainsi les coûts de fabrication. Hall a aidé Jesse G. Vincent de Packard à concevoir le célèbre moteur d’avion Liberty L-12, qui possédait un certain nombre de caractéristiques qui sont visiblement inspirées des moteurs Hall-Scott. Malgré cela, Hall-Scott était trop petit pour participer à la fabrication des moteurs Liberty.

### 1921 à 1945
Vers 1921, Hall-Scott abandonna ses gammes de moteurs d’avion et d’automotrices et se développa dans la construction de moteurs pour tracteurs, camions, bateaux et applications stationnaires. La firme a produit plusieurs centaines de milliers d’essieux arrière à deux vitesses, l’essieu Ruckstell, pour la Ford T jusqu’au milieu des années 1920.
En 1921, E. J. Hall a commencé à développer le système de soupapes des moteurs de course Duesenberg et a développé de nouveaux profils de lobes de came qui ont amélioré la fiabilité et la puissance fournie par les moteurs. Ses recherches ont permis de comprendre l’importance de l’ouverture et de la fermeture progressives des soupapes et l’effet que cela avait sur la durabilité des ressorts de soupapes dans les moteurs à grande vitesse. Les conceptions qu’il a spécifiées ont donné à Duesenberg un avantage immédiat et ont été rapidement copiées et appliquées à tous les moteurs à grande vitesse utilisant des soupapes à clapet, ce qui a continué jusqu’à nos jours. Ce travail a été fait à Berkeley, suggérant que Hall a peut-être utilisé les ressources de son entreprise,.
En 1925, la société a été achetée par American Car and Foundry Company, qui a utilisé ses moteurs dans ses autobus et ses bateaux. 1931 a vu l’introduction du moteur marin Invader, l’un des produits les plus célèbres et les plus importants de l’entreprise. La société a survécu à la Grande Dépression. Elle a ensuite atteint sa production et son effectif les plus élevés pendant la Seconde Guerre mondiale, construisant des moteurs pour une grande variété d’engins militaires, y compris un dépanneur de chars, le Transporteur de char M25, et le Higgins boat ou Landing Craft Vehicle & Personnel (LCVP).

### 1945 à 1960
Certains autobus ACF-Brill fabriqués à Philadelphie et achetés par Greyhound Lines et Trailways après la Seconde Guerre mondiale étaient équipés de moteurs Hall-Scott. Son dernier nouveau moteur, le 590, est sorti en 1954.
Cette année-là, ACF s’est départie de Hall-Scott, qui est devenue indépendante sous le nom de Hall-Scott, Inc. Les ventes annuelles de moteurs sont restées inférieures à 1000 unités dans les années 1950, de sorte que la société a cherché des revenus en achetant un certain nombre d’entreprises en dehors de la fabrication de moteurs. Cela a eu peu d’effet sur le résultat net, et donc en 1958 Hall-Scott a vendu sa division de moteurs à Hercules Motors Corporation et a fermé l’usine de Berkeley. Les derniers moteurs portant le nom Hall-Scott ont été produits par Hercules à Canton (Ohio), à la fin des années 1960.
En 1960, Hall-Scott a disparu en tant que société distincte lorsque la division non-moteur de la société a fusionné avec Dubois Holding Company.

## Pièces de musée
Deux autobus interurbains Hall-Scott de l’ancienne Sacramento Northern Railroad (numéros de série 1019 et 1020) se trouvent au Western Railway Museum de Rio Vista (Californie). Le 1020 est restauré dans sa configuration d’origine d’autocar avec remorque.
Un Nevada Copper Belt 21 de 1910 (100 ch) est stocké « utilisable » au California State Railroad Museum à Sacramento.
La carcasse d’un Nevada Copper Belt 22 (ex Salt Lake & Utah 503 de 1913, de 150 ch, se trouve au Nevada State Railroad Museum à Carson City.

## Produits

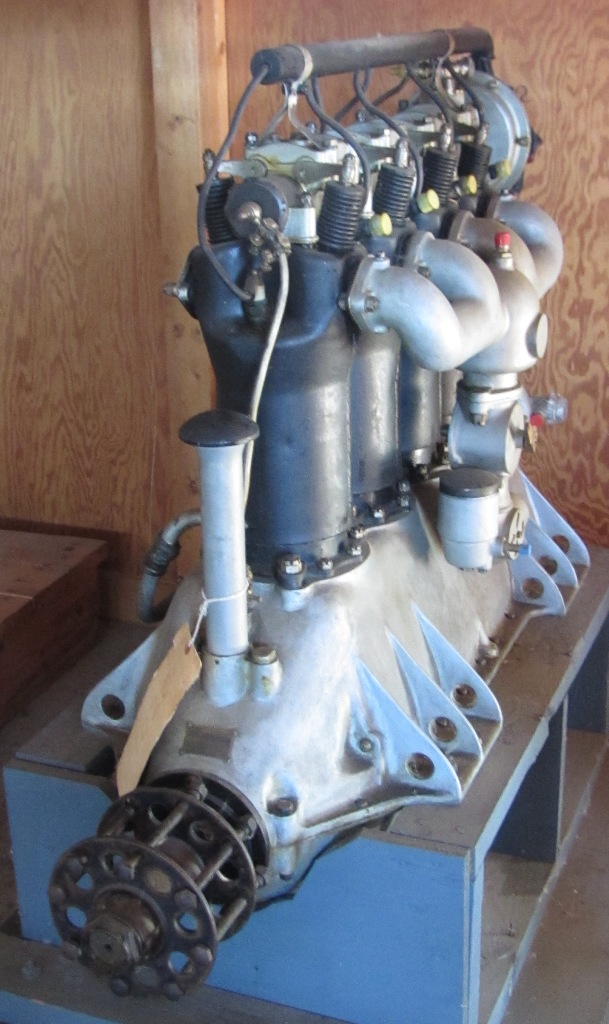
Hall-Scott L-4

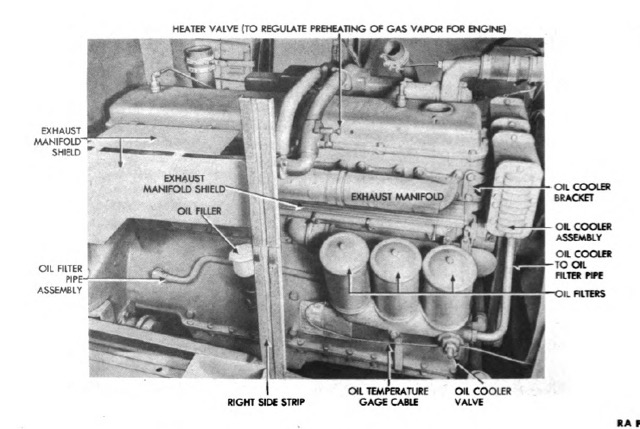
Hall-Scott 440

### Moteurs d’avion
| Nom du modèle  | Configuration | Puissance |
| -------------- | ------------- | --------- |
| Hall-Scott A-1 | I4            | 40 ch     |
| Hall-Scott A-2 | V8            | 60 ch     |
| Hall-Scott A-3 | V8            | 80 ch     |
| Hall-Scott A-4 | V8            | 100 ch    |
| Hall-Scott A-5 | I6            | 165 ch    |
| Hall-Scott A-7 | I4            | 100 ch    |
| Hall-Scott A-8 | V12           | ~450 ch   |
| Hall-Scott L-4 | I4            | 125 ch    |
| Hall-Scott L-6 | I6            | 200 ch    |

### Moteurs d’automobile
| Nom du modèle  | Configuration | Puissance |
| -------------- | ------------- | --------- |
| Hall-Scott 400 | I6            |           |
| Hall-Scott 440 | I6            | [ 8 ]     |
| Hall-Scott 590 | I6            |           |

### Moteurs marins
| Nom du modèle       | Configuration | Puissance |
| ------------------- | ------------- | --------- |
| Hall-Scott Invader  | I6            |           |
| Hall-Scott Defender | V12           |           |